# Marea Moschee din Bobo-Dioulasso
Marea Moschee din Bobo-Dioulasso este o moschee din orașul Bobo-Dioulasso, Burkina Faso. Datând din secolul al XIX-lea, aceasta este cea mai mare moschee din argilă din Burkina Faso.

## Istorie și arhitectură
Marea Moschee din Sya (numele vechi al orașului Bobo-Dioulasso) a fost construită în urma unui important acord politic. La sfârșitul secolului al XIX-lea, regatul local din Sya era amenințat de forțele ostile ale regatului Kénédougou din Mali. Observând avansul rapid al trupelor inamice, regele din Sya a căutat disperat ajutor. Acesta a găsit în cele din urmă sprijin din partea liderului religios Almamy Sidiki Sanou ce a fost de acord să-l ajute cu o condiție: să construiască o mare moschee în Sya. Regele din Kénédougou și armata sa au fost opriți la doar 30 de kilometri de Sya, orașul fiind salvat. Imediat după victorie, regele din Sya a ordonat construirea locașului de cult. Se presupune că acest eveniment ar fi avut loc în anul 1880. Alte surse istorice menționează în schimb anii 1882, 1883 sau 1893.
Marea Moschee este construită în stil sudano-sahelian. Specific moscheilor din Africa de Vest, acest stil arhitectonic presupune construirea clădirilor din chirpici, folosind drept materiale principale argila și lemnul. Se presupune că aceasta este cea mai mare moschee de acest fel din Burkina Faso. Edificiul are două minarete, iar sala de rugăciune este împărțită în două: bărbații în față și femeile în spate.